# Cryptocephalus danieli
Cryptocephalus danieli is een keversoort uit de familie bladkevers (Chrysomelidae). De wetenschappelijke naam van de soort werd in 1913 gepubliceerd door Henri Clavareau.